# Pearl Gonzalez
Pearl Gonzalez (Chicago, Illinois; 12 de agosto de 1986) es una artista marcial mixta estadounidense, que compite en la división peso paja de la Ultimate Fighting Championship.

## Primeros años
Nació en Chicago (Illinois). Sus padres abusaban de las drogas y el alcohol, lo que perturbó su infancia y adolescencia. Sus padres acabaron separándose, dejando a Pearl con su padre y al resto de sus hermanos con su madre. Su padre, tras desintoxicarse, la metió en clases de deportes de combate cuando tenía once años. González se entrenó después en el boxeo y ganó el campeonato amateur Golden Gloves en 2008. Dejó de luchar durante un tiempo para criar a su hermana pequeña, pero volvió a luchar a los 21 años en Combat-Do, en Cícero (Illinois), bajo la dirección del miembro del Salón de la Fama del Grappling Bob Schirmer. Actualmente, Pearl es la presentadora del Podcast Extra Rounds en UFC FIGHT PASS.
Es de ascendencia mexicana, puertorriqueña, filipina, irlandesa y afroamericana.

## Carrera de artes marciales mixtas
González comenzó su carrera amateur en 2009, y luchó profesionalmente desde 2012. Compitió para el Xtreme Fighting Championship, Xtreme Fighting Organization, Splode Fight Series, y Hoosier Fight Club. González acumuló un récord de 6-1 antes de ser fichada por UFC.

### Ultimate Fighting Championships
González hizo su debut promocional el 8 de abril de 2017 en el UFC 210 contra la estadounidense Cynthia Calvillo. Perdió la pelea por estrangulamiento por detrás.
Su siguiente pelea fue el 7 de octubre de 2017, enfrentándose a la brasileña Poliana Botelho en UFC 216. Perdió la pelea por decisión unánime.
Después de dos derrotas en UFC, González fue liberada por UFC y se unió a Invicta Fighting Championships poco después.

### Invicta Fighting Championships
González hizo su debut promocional el 24 de marzo de 2018 en Invicta FC 28: Mizuki vs. Jandiroba contra Kali Robbins. y ganó la pelea por decisión unánime.
González se enfrentó a Barbara Acioly el 4 de mayo de 2018 en Invicta FC 29: Kaufman vs. Lehner. Sometió a Acioly y ganó la pelea.
González se enfrentó a Daiane Firmino el 1 de septiembre de 2018 en Invicta FC 31: Jandiroba vs. Morandin. Ganó la pelea por decisión unánime.
González se enfrentó a Vanessa Porto por el Campeonato vacante de peso mosca de Invicta FC en Invicta FC 34 el 15 de febrero de 2019. Perdió la pelea por decisión técnica.
El 4 de octubre de 2019, González se enfrentó a Brogan Walker-Sanchez en Invicta FC 37. Ganó la pelea por decisión unánime.
González se enfrentó a Miranda Maverick en Invicta FC 39 el 7 de febrero de 2020, perdió la pelea por decisión unánime.
González estaba programada para enfrentarse a Erin Blanchfield por el Campeonato vacante de peso mosca de Invicta FC en Invicta FC 43 el 20 de noviembre de 2020, sin embargo, González se vio obligada a retirarse debido a que contrajo el coronavirus y el combate se pospuso para el futuro.

## Combates de boxeo sin guantes
El 22 de abril de 2021, se anunció que González había firmado un contrato de varios combates con Bare Knuckle Fighting Championship. El 1 de junio de 2021, se anunció que se esperaba que González debutara contra Charisa Sigala en BKFC 18 el 26 de junio de 2021. Ganó el debut por decisión unánime.
Su segunda aparición fue contra Gran Bretaña Hart en el BKFC 22 el 12 de noviembre de 2021. Perdió la pelea por decisión unánime y posteriormente declaró que se alejaría del deporte.

## Récord en artes marciales mixtas
| Resultado | Récord | Oponente                | Método                      | Evento                                                    | Fecha                   | Ronda | Tiempo | Localización   |
| --------- | ------ | ----------------------- | --------------------------- | --------------------------------------------------------- | ----------------------- | ----- | ------ | -------------- |
| Derrota   | 11–6   | Rainn Guerrero          | Decisión (unánime)          | Xtreme Fighting Championships - XFC: Detroit Grand Prix 2 | 31 de mayo de 2024      | 3     | 5:00   | Detroit        |
| Victoria  | 11–5   | Monica Medina           | Sumisión (armbar)           | Xtreme Fighting Championships - XFC 50: Johnson vs. Abbey | 12 de abril de 2024     | 1     | 1:51   | Lakeland       |
| Derrota   | 10–5   | Miranda Maverick        | Decisión (unánime)          | Invicta FC 39: Frey vs. Cummins II                        | 7 de febrero de 2020    | 3     | 5:00   | Kansas City    |
| Victoria  | 10–4   | Brogan Walker-Sanchez   | Decisión (unánime)          | Invicta FC 37: Gonzalez vs. Sanchez                       | 4 de octubre de 2019    | 3     | 5:00   | Kansas City    |
| Derrota   | 9–4    | Vanessa Porto           | DT (unánime)                | Invicta FC 34: Porto vs. Gonzalez                         | 15 de febrero de 2019   | 4     | 2:34   | Kansas City    |
| Victoria  | 9–3    | Daiane Firmino          | Decisión (unánime)          | Invicta FC 31: Jandiroba vs. Morandin                     | 1 de septiembre de 2018 | 3     | 5:00   | Kansas City    |
| Victoria  | 8–3    | Barbara Acioly          | Sumisión (armbar)           | Invicta FC 29: Kaufman vs. Lehner                         | 4 de mayo de 2018       | 1     | 1:30   | Kansas City    |
| Victoria  | 7–3    | Kali Robbins            | Decisión (unánime)          | Invicta FC 28: Mizuki vs. Jandiroba                       | 24 de marzo de 2018     | 3     | 5:00   | Salt Lake City |
| Derrota   | 6–3    | Poliana Botelho         | Decisión (unánime)          | UFC 216                                                   | 7 de octubre de 2017    | 3     | 5:00   | Las Vegas      |
| Derrota   | 6–2    | Cynthia Calvillo        | Sumisión (rear-naked choke) | UFC 210                                                   | 8 de abril de 2017      | 3     | 3:45   | Búfalo         |
| Victoria  | 6–1    | Katie Klimansky-Casimir | Sumisión (armbar)           | Hoosier Fight Club 28                                     | 30 de abril de 2016     | 2     | 4:20   | Hammond        |
| Victoria  | 5–1    | Valeria Mejia           | TKO (puñetazos)             | Xtreme Fighting Organization 56                           | 15 de agosto de 2016    | 1     | 3:34   | Island Lake    |
| Victoria  | 4–1    | Katie Anita Runyan      | Sumisión (armbar)           | Xplode Fight Series: Heat                                 | 11 de julio de 2015     | 1     | 0:39   | Valley Center  |
| Victoria  | 3–1    | Nikki Duncan            | Decisión (unánime)          | Xtreme Fighting Organization 55                           | 25 de abril de 2015     | 3     | 5:00   | Chicago        |
| Victoria  | 2–1    | Cortney Casey           | Sumisión (armbar)           | Xtreme Fighting Championships 26                          | 18 de octubre de 2013   | 3     | 4:43   | Nashville      |
| Victoria  | 1–1    | Suzie Montero           | Sumisión (armbar)           | Xtreme Fighting Championships 22                          | 22 de febrero de 2013   | 1     | 4:56   | Charlotte      |
| Derrota   | 0–1    | Munah Holland           | Decisión (mayoría)          | Ring of Combat 39                                         | 10 de febrero de 2010   | 3     | 5:00   | Atlantic City  |

## Enlaces personales
- Sitio web oficial
- Pearl Gonzalez en Facebook
- Pearl Gonzalez en Instagram
- Pearl Gonzalez en X (antes Twitter)
- Esta obra contiene una traducción  derivada de «Pearl Gonzalez» de Wikipedia en inglés, publicada por sus editores bajo la Licencia de documentación libre de GNU y la Licencia Creative Commons Atribución-CompartirIgual 4.0 Internacional.

- Datos: Q51068727